# FK 빅토리아 지슈코프

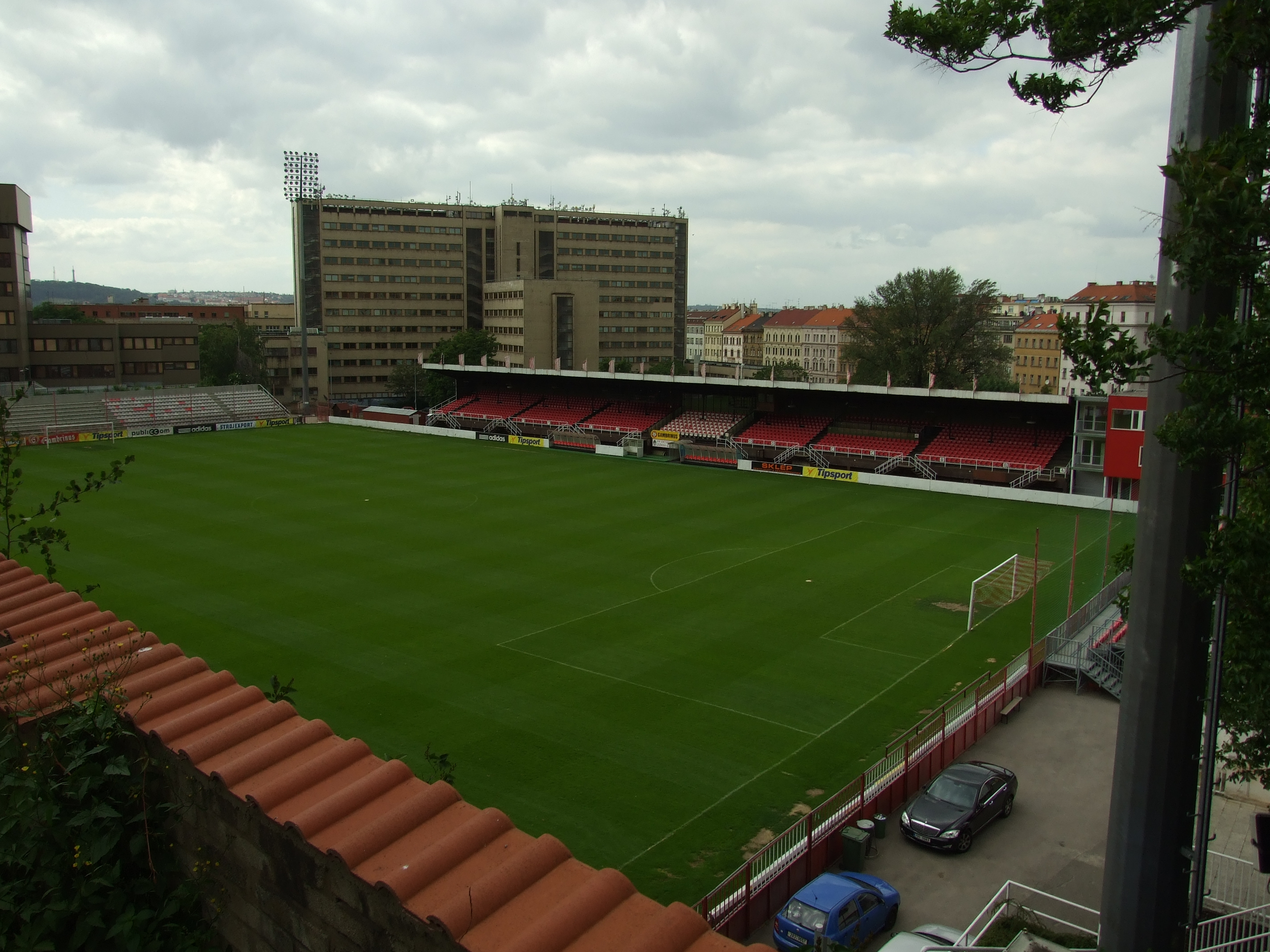

FK 빅토리아 지슈코프(체코어: FK Viktoria Žižkov)는 체코의 축구 클럽이다. 현재 체코 2부리그 소속이다.

## 선수 명단

### 현역
참고: FIFA 자격 규정에 따라 소속된 국가대표팀 국기를 표시합니다. 선수는 복수의 FIFA 비회원국 국적을 가지고 있을 수 있습니다.
| 번호 | 포지션 | 국적 | 이름          |
| ---- | ------ | ---- | ------------- |
| 8    | MF     | 체코 | 밀란 이라세크 |

| 번호 | 포지션 | 국적     | 이름                |
| ---- | ------ | -------- | ------------------- |
| 18   | MF     | 에콰도르 | 아우구스토 바티오하 |

### 역대
틀:FK 빅토리아 지슈코프
틀:FK 빅토리아 지슈코프 감독